# 양평 상원사 철조여래좌상
양평 상원사 철조여래좌상(楊平 上院寺 鐵造如來坐像)은 대한민국 경기도 양평군 용문면 상원사에 있는 조선 시대의 불상이다. 2003년 4월 21일 경기도의 문화재자료 제119호로 지정되었다.

## 개요
불상의 양손은 개금시 나무로 만들어 끼워놓았으며, 전체 45cm인 금동불상으로 불신에 비하여 큰 머리를 가지고 있다.
특히 높이 솟은 육계는 조선 전기에 유행한 모습으로 육계위에 커다란 둥근 계주를 얹어 놓았는데 과장된 느낌을 주고 있다.
양눈은 중국 명대 불상에서 볼 수 있듯이 눈두덩이가 깊이 들어가고, 눈 꼬리가 많이 올라가 있다. 오뚝한 코, 미소를 머금은 입, 삼도의 표현을 볼 수 있다.
법의는 양어깨를 덮은 통견으로 오른쪽 어깨에 반원형의 주름이 표현되어 있으며, 전체적으로 조선전기의 양식을 띠고 있다.

## 지정 사유
전체적으로 조선전기의 양식을 띠고 있으며, 개금시 일부 덧붙여진 부분 때문에 변형되어 있는데, 이를 제거하면 조선시대 불상연구에 중요한 자료가 될 수 있으므로 개금시 전문가의 고증을 받아 원형복원이 필요하다.

## 참고 문헌
- 양평상원사철조여래좌상 - 국가유산청 국가유산포털